# Potenza Picena
Potenza Picena – miejscowość i gmina we Włoszech, w regionie Marche, w prowincji Macerata.
Według danych na rok 2004 gminę zamieszkiwało 14 470 osób, 307,9 os./km².

## Miasta partnerskie
- Burford
- Templemore